# 口湖 (大字)
口湖，是臺灣雲林縣口湖鄉的一個傳統地域名稱，也是全鄉行政中心所在地，位於該鄉中部略偏東北。相較於今日行政區，其範圍大致包括青蚶村東北部、頂湖村、埔南村西端、口湖村不含西端、湖東村不含北部及東南部、蚵寮村北部地區中段。

## 歷史
臺灣日治初期，口湖地區為一（舊制）街庄，稱為「口湖庄」，隸屬於尖山堡。該庄北及東北與外埔庄為鄰，東與謝厝藔庄為鄰，南邊為蚵藔庄，西邊為新港庄、下崙庄。
1901年（日治明治三十四年）11月，全臺廢縣廳改設二十廳，該庄隸屬於斗六廳。1903年（明治三十六年）6月，該庄編入「下崙區」，隸屬於斗六廳。1909年（明治四十二年）10月，合併二十廳為十二廳，下崙區改隸屬於嘉義廳。1920年（大正九年），全臺地方制度大改正，廢十二廳改設五州二廳，該庄改制為「口湖」大字，隸屬於臺南州北港郡口湖庄（新制街庄）。
戰後口湖庄改制為口湖鄉，隸屬於臺南縣，大字亦改制為村。1950年10月，雲、嘉、南分治，口湖鄉改隸屬雲林縣。

## 聚落
本地區發展較早的聚落有頂口湖、下口湖、烏蔴園、新口湖（已消失）等，在日治期初期的官方地圖上已有記載。

## 交通
縣道164號（中正路二段、中正路一段）是口湖鄉金湖至嘉義縣民雄（實際終點在新庄子）的道路，經過本地區口湖聚落。由該道路向西南微西可前往新港，並止於新港（金湖）聚落東側的省道台17線路口暨台61線（西部濱海快速公路）口湖交流道；向東南可前往水林鄉、北港鎮、六腳鄉東北端、新港鄉、民雄鄉，並止於新庄子地區西南部的縣道162乙線轉角路口。
鄉道雲131線（成功路、中正路一段、崇文路二段）是三條崙至成龍的道路，經過本地區口湖聚落西部。由該道路向西北可前往下崙、萡子寮、三條崙，並止於縣道160號路口；向南南西可前往蚵寮、牛尿港，並止於鄉道雲144線終點路口（位於今成龍村）。
鄉道雲135線是羊稠厝（實際起點在溪尾地區中溪尾聚落南郊）至頂口湖的道路，其南側端點（終點）位於本地區西北部頂口湖聚落的鄉道雲131線路口暨雲138線起點路口。由此向北微東可前往外埔地區西北部、內湖地區西部、羊稠厝地區西部、溪尾地區中部，並止於該地區中溪尾聚落南郊的鄉道雲128線路口。
鄉道雲138線是頂口湖至蔡厝的道路，其西側端點（起點）位於本地區西北部頂口湖聚落的鄉道雲131線路口暨雲135線終點路口。由此向東北東可前往外埔、蔡厝，並止於鄉道雲136線路口（蔡厝聚落北郊）。
鄉道雲140線（聖安路）是青蚶至口湖的道路，其東側端點（終點）位於本地區口湖聚落西郊略偏北的鄉道雲131線路口。由此向西北微西轉北北西再轉西北微西，可前往下崙地區南部的青蚶聚落，並止於該聚落西郊的省道台17線路口。
鄉道雲140-1線（嘉農路）是口湖至蘇水尾的道路，其西側端點（起點）位於本地區口湖聚落北部略偏東的鄉道雲141-1線路口。由此向東南東蜿蜒而行，可前往謝厝寮，並止於該地區東部蘇水尾聚落的鄉道雲137線終點路口。
鄉道雲141線（文安街、順安街）是三塊厝至口湖的道路，其南側端點（終點）位於本地區口湖聚落西郊略偏北的鄉道雲131線路口。由此向東北轉東北東再轉北北東蜿蜒而行，可前往外埔、內湖地區東北部邊界地帶的鄉道雲132線路口（三塊厝聚落北郊）。
鄉道雲141-1線（文明路）是埔南至湖東的道路，其南側端點（終點）位於口湖聚落南側略偏東的縣道164號路口。由此向東北微北蜿蜒而行，可前往外埔，並止於外埔（埔南）聚落的鄉道雲138線轉角路口（興南國小東南側）。

## 學校
- 口湖國中
- 口湖國小
- 頂湖國小

## 公務機構
- 口湖鄉公所（位於本地區與蚵寮邊界地帶）
- 口湖鄉鄉民代表會（位於蚵寮境內，但緊臨本地區邊界）
- 口湖鄉衛生所（位於蚵寮境內，但緊臨本地區邊界）
- 口湖鄉戶政事務所
- 口湖派出所